# David Macpherson
David Macpherson (n. 3 de julio de 1967 en Launceston, Tasmania, Australia) es un exjugador profesional de tenis australiano. Jugaba con su mano izquierda y se convirtió en profesional en 1985.

## Títulos (16; 0+16)

### Dobles (16)
| Leyenda                |
| Grand Slam (0)         |
| Tennis Masters Cup (0) |
| ATP Masters Series (1) |
| ATP Tour (15)          |

| N.º | Fecha | Torneo         | Superficie    | Pareja            | Oponentes en la final            | Resultado     |
| --- | ----- | -------------- | ------------- | ----------------- | -------------------------------- | ------------- |
| 1.  | 1990  | Toronto Indoor | Moqueta       | Patrick Galbraith | Neil Broad Kevin Curren          | 2-6, 6-4, 6-3 |
| 2.  | 1992  | Milán          | Moqueta       | Neil Broad        | Sergio Casal Emilio Sánchez      | 5-7, 7-5, 6-4 |
| 3.  | 1992  | Indian Wells   | Dura          | Steve DeVries     | Kent Kinnear Sven Salumaa        | 4-6, 6-3, 6-3 |
| 4.  | 1992  | Atlanta        | Tierra batida | Steve DeVries     | Mark Keil Dave Randall           | 6-3, 6-3      |
| 5.  | 1992  | Charlotte      | Tierra batida | Steve DeVries     | Bret Garnett Jared Palmer        | 6-4, 7-6      |
| 6.  | 1992  | Mánchester     | Césped        | Patrick Galbraith | Jeremy Bates Laurie Warder       | 4-6, 6-3, 6-2 |
| 7.  | 1992  | Brisbane       | Dura          | Steve DeVries     | Patrick McEnroe Jonathan Stark   | 6-4, 6-4      |
| 8.  | 1993  | Niza           | Tierra batida | Laurie Warder     | Shelby Cannon Scott Melville     | 3-4, RET.     |
| 9.  | 1995  | Scottsdale     | Dura          | Trevor Kronemann  | Luis Lobo Javier Sánchez         | 4-6, 6-3, 6-4 |
| 10. | 1995  | Barcelona      | Tierra batida | Trevor Kronemann  | Goran Ivanišević Andrea Gaudenzi | 6-2, 6-4      |
| 11. | 1995  | Múnich         | Tierra batida | Trevor Kronemann  | Luis Lobo Javier Sánchez         | 6-3, 6-4      |
| 12. | 1996  | San José       | Dura          | Trevor Kronemann  | Richey Reneberg Jonathan Stark   | 6-4, 3-6, 6-3 |
| 13. | 1998  | Sankt Pölten   | Tierra batida | Jim Grabb         | David Adams Wayne Black          | 6-4, 6-4      |
| 14. | 2001  | Adelaida       | Dura          | Grant Stafford    | Wayne Arthurs Todd Woodbridge    | 6-7, 6-4, 6-4 |
| 15. | 2001  | Tokio          | Dura          | Rick Leach        | Paul Hanley Nathan Healey        | 1-6, 7-6, 7-6 |
| 16. | 2003  | Newport        | Césped        | Jordan Kerr       | Julian Knowle Jürgen Melzer      | 7-6, 6-3      |

### Finalista en dobles (torneos destacados)
- 1992: Masters de Estocolmo (junto a Steve DeVries pierden ante Todd Woodbridge y Mark Woodforde)